# Патруль нейтралітету

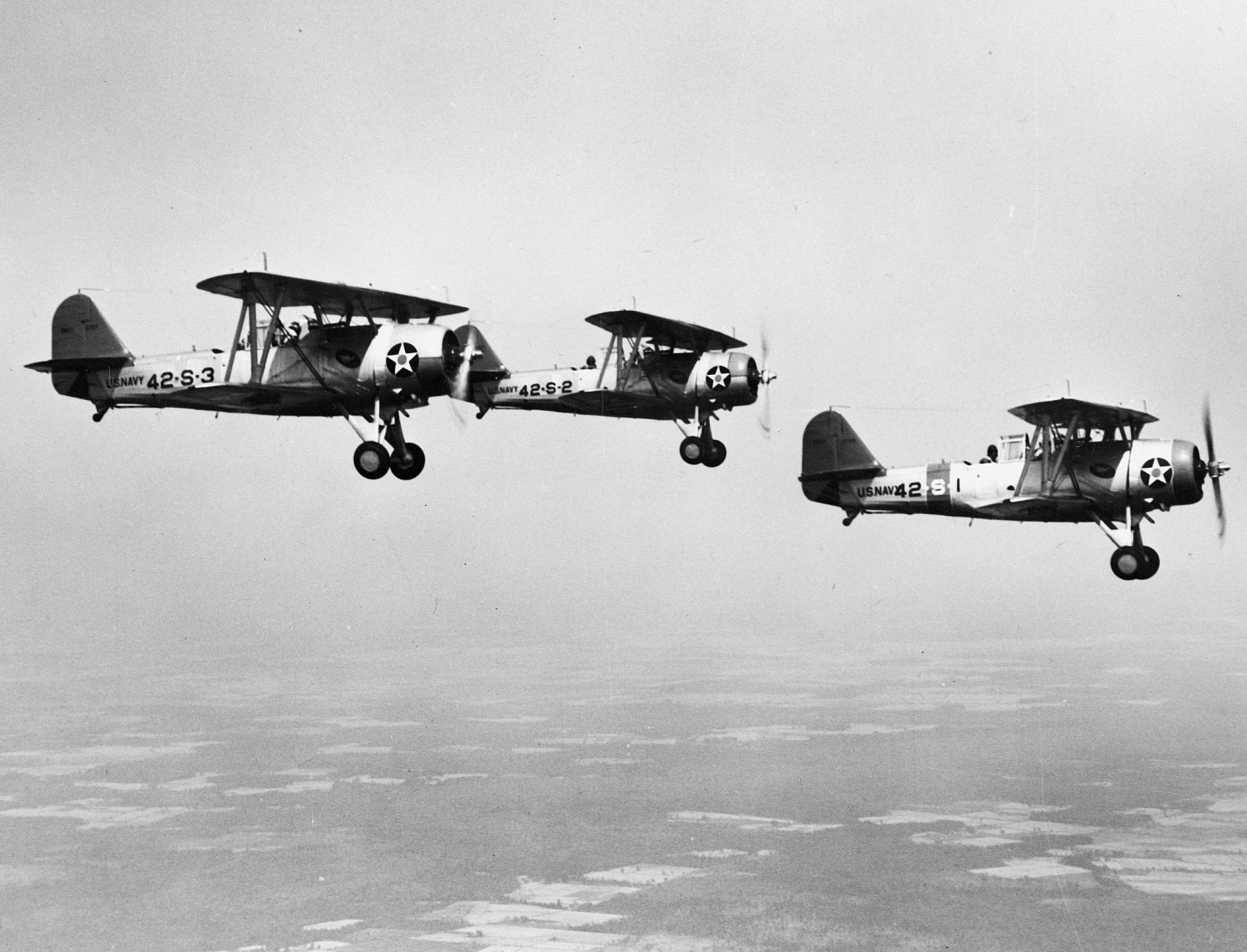
Пікіруючий бомбардувальник ВМС США Vought SBU-1 розвідувальної ескадрильї VS-42, діють у складі Патруля нейтралітету, 1940 р.

Після оголошення 3 вересня 1939 року Великою Британією та Францією війни Німеччині розпочалася Битва за Атлантику. Керівник військово-морськими операціями заснував комбінований повітряний та корабельний патруль поблизу Східного узбережжя США, включаючи Кариби, 4 вересня. Президент Франклін Делано Рузвельт оголосив нейтралітет США 5 вересня, а також оголосив про створення військово-морського патруля як Патруля нейтралітету. Водночас той факт, що відбувалося фактичне ескортування британських суден, накази есмінцям ВМС США спочатку активно повідомляти про наявність U-boot, а потім і «стріляти при появі», свідчать, що патруль скоріш порушував нейтралітет США, ніж його захищав.

## Зона нейтралітету

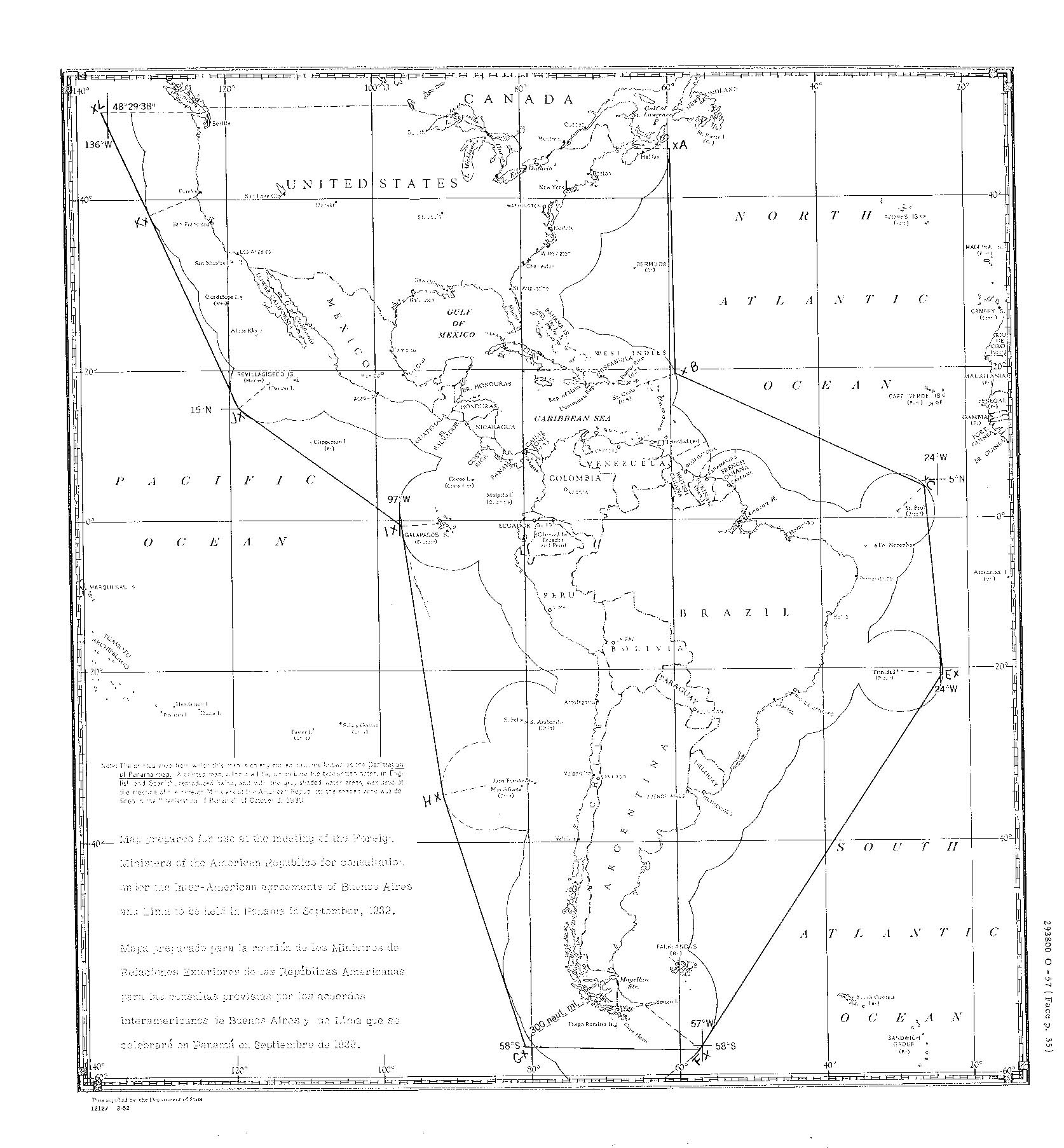
Карта морської зони безпеки, створена Панамською декларацією в жовтні 1939 року, встановлена прямими лініях між точками приблизно за 300 морських милях від берега.

4 вересня 1939 року начальник військово-морських операцій наказав Атлантичному флоту створити об'єднаний повітряний і корабельний патруль для спостереження та інформування про переміщення кораблів ворогуючих держав у межах лінії, що простягається на схід від Бостона до 65 градусів нам захід, а звідти на південь до 19-ї паралелі і у бік навколо Підвітряних і Навітряних островів. Концепція військово-морського патруля нейтралітету в цій зоні була представлена на конференції міністрів закордонних справ американських держав, що зібралася в Панамі 25 вересня. Після тривалих дебатів конференція погодила Панамську декларацію 2 жовтня 1939 року, щоб розширити зону нейтралітету на південний захід паралельно північно-східному узбережжю Південної Америки приблизно на 300 миль від берега.
Незважаючи на назву, Нейтральний патруль фактично сприяв британцям, оскільки Королівський флот мав набагато більший доступ до Атлантики. У той час як німецькі і кораблі та військова авіація могли діяти лише з узбережжя Європи для перехоплення британських кораблів, німецькі кораблі могли бути перехоплені британськими військовими силами, які діяли зі Сполученого Королівства, Канади, Ньюфаундленду, Лабрадору, Гібралтару, Сьєрра-Леоне, Гамбії, Нігерії, Південної Африки, Британського Тоголенду, Британського Камеруну, Фолклендські острови, Південна Георгія, Свята Олена, Острів Вознесіння, Бермуди, Ямайка, Тринідаду, Барбадосу, Багамських островів, Британських Підвітряних островів, Британських Навітряних островів, Британських Віргінських островів, Гондурасу та Британської Гвіани.
Патрулі нейтралітету почали діяти з Бермудських островів після Домовленість про есмінці в обмін на бази. База почала функціонувати 7 квітня 1941 року і третя дивізія авіаносців («Рейнджер», «Васп» та «Йортаун») почали використовувати базу наступного дня. До середини червня крейсери «Мемфіс», «Мілвокі», «Цинциннаті» та «Омаха» патрулювали з півдня Тринідаду вздовж узбережжя Бразилії.

## Результати
Патруль нейтралітету був основним напрямом діяльності одного із найбільших військово-морських флотів світу протягом першої третини Другої світової війни. Атлантичний флот в той період складався з трьох лінкорів, чотирьох важких крейсерів, 29 есмінців і одного авіаносця. Патруль нейтралітету підвищив ефективність патрулів союзників у межах оголошеної зони нейтралітету. 12 липня 1940 року помічнику CNO Роберту Л. Ґормлі був направлений до Великої Британії, аби стандартизувати бортовий зв'язок між британськими та американськими військовими кораблями.